# Письмова історія

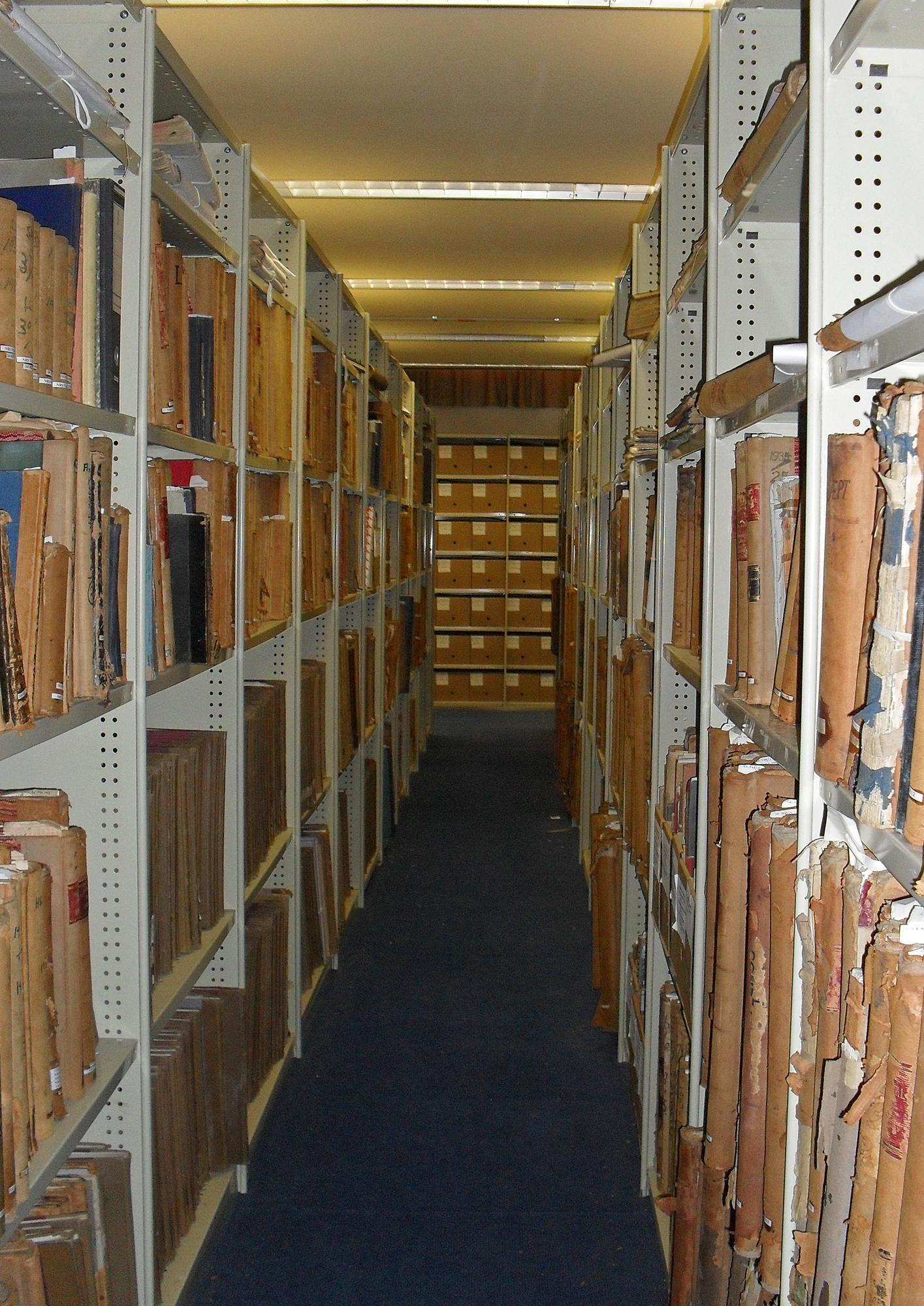
Архіви зберігають велику частину письмових історичних джерел (Регіональний архів Університету Чарльза Стерта, Австралія)

Письмова історія — історичний наратив (оповідання), заснований на історичних записах чи інших документальних матеріалах. Письмова історія відрізняється від інших наративів минулого, таких як міфи, усні традиції або традиції матеріальної культури. Термін вживається також у значенні історичного періоду, періоду письмової фіксації історії, тобто періоду існування писемної історії.
Письмова історія починається з появи історичних записів в епоху Стародавнього світу приблизно в IV тисячолітті до н. е., коли була винайдена писемність. Зразки письмових текстів відомі вже до 1750 року до н. е. з Стародавньої Месопотамії, наприклад, Кодекс Хаммурапі. Письмова історія ряду географічних регіонів і культур відносно нетривала через не постійне використання писемності. Крім того, культура не завжди фіксує всю інформацію, значущу для більш пізніх істориків, наприклад, повну інформацію про вплив стихійних лих або імена окремих осіб. Таким чином, в певних сферах письмова історія фіксується не в повному обсязі і обмежена. У різних сферах вона може охоплювати різні періоди.
Наукова інтерпретація письмової історії, як й інших історичних наративів, спирається на методологію історичної науки — систему принципів і методів, за допомогою яких історики вивчають історичні джерела та інші дані, а потім описують минуле. Питання про природу і навіть про можливість ефективного методу інтерпретації письмової історії в рамках філософії історії ставиться як епістемологічний. Історична дисципліна, що вивчає саму історичну науку, її історію та методи, відома як історіографія. Основна увага історіографії приділена вивченню того, як інтерпретується письмова історія.

## Доісторична епоха і протоісторія
Епосі письмовій історії передували доісторичний період і період протоісторії.
Доісторичної епохою традиційно називають період часу до виникнення писемності і початку писемної історії.
Протоісторія — термін, поширений в зарубіжній історичній літературі, який відноситься до перехідного періоду між доісторичної епохою й історією. Це період після появи писемності, але до появи перших історичних творів. Протоісторичним може також називатися період, протягом якого певна культура сама ще не користувалася писемністю, але вже потрапила в поле уваги культур, що мають писемність, і виявилася засвідченою в письмових документах. Прикладом протоісторичної культури, згідно з другим визначенням, є культура ранніх слов'ян, про яких відомо, зокрема, з античних і візантійських джерел.

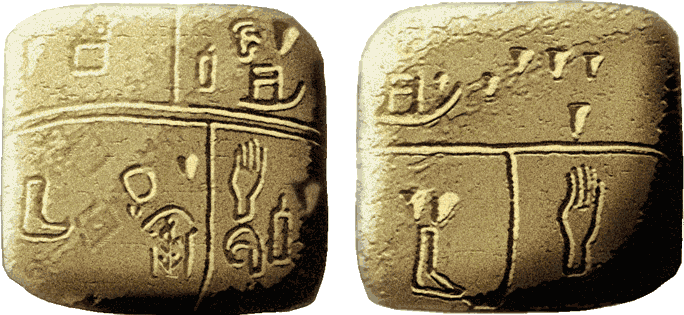
Табличка з Кіша близько 3500 року до н. е., найдавніший пам'ятник шумерського письма

Повноцінно писемності передувала протописемність. Ранніми прикладами протописемнності є символи «писемності Цзяху» (близько 6600 року до н. е., або пізніше), знаки Дунайського протопісьма (кінець V — початок IV тисячоліття до н. е.), рання писемність долини Інду (близько 3500 року до н. е.). Пізнішим прикладом — писемність нсібіді (раніше 500 року н. е.). Існують розбіжності щодо того, коли закінчується доісторична епоха або протоісторія і починається історична епоха, і коли протописемність стає «справжньою писемністю». Однак перші писемності виникли приблизно на початку бронзового століття, в кінці IV тисячоліття до н. е. Архаїчний шумерський клинопис та єгипетські ієрогліфи, як правило, вважаються найбільш ранніми системами письма. Вони розвинулися з протописемністю систем в період приблизно від 3400-3200 років до н. е. до 2600 року до н. е., коли з'явилися перші повноцінні тексти.

## Історіографія

### Середній Схід
Найбільш рання хронологія належить двом цивілізаціям: Стародавньому Шумеру та Єгипту раннього династичного періоду, які виникли незалежно один від одного приблизно в середині IV тисячоліття до н. е. Сама рання письмова історія, яка відрізняється якістю і достовірністю викладу матеріалу, належить древніми єгиптянам і стосується єгипетських фараонів та їх правління. Велика частина матеріалів по ранній письмовій історії була відкрита заново порівняно недавно, завдяки вивченню археологічних пам'яток. Починаючи з цих перших письмових наративів, в різних частинах світу склалося безліч різних традицій письмової фіксації історії.
У передмові до своєї книги «Мукаддіма» („Вступ“) 1377 року арабський історик і ранній соціолог Ібн Хальдун (1332—1406 роки) попереджав про сім помилок, які, на його думку, регулярно здійснювали історики. У своїй критиці він підійшов до минулого як до невідомого яке потребує тлумачення. Ібн Хальдун часто критикував „порожні забобони і некритичне сприйняття історичних даних“. Він ввів науковий метод історичних досліджень і часто звертався до нього як до „нової науки“. Цей історичний метод заклав основу для вивчення ролі, яку відіграють в історії держава, комунікації, пропаганда і систематичні помилки, тому Ібн Хальдун вважається „батьком історіографії“ або „батьком філософії історії“.

### Східна Азія

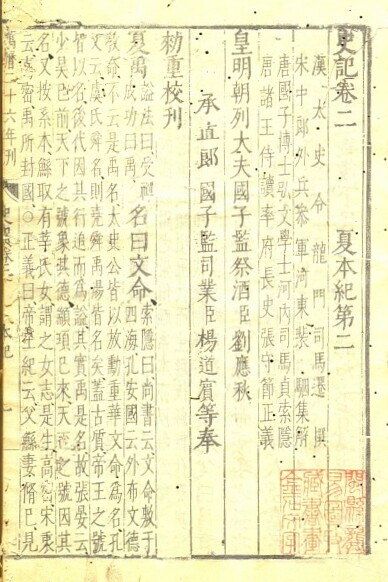
» Ши цзи ", перша сторінка глави 2, видання 1598 року

У Китаї історія була вперше записана на ворожильних кістках (" Цзягувень "). Написи розшифровані і датуються орієнтовно кінцем II тисячоліття до н. е. Пам'ятник історичної прози «Цзо чжуань», традиційно приписуваний Цзо Цюміну (556—451 роки до н. е.) і складений в V столітті до н. е., є, можливо, найбільш раннім історичним оповіданням. Історичний опис охоплює період з 722 по 468 рік до н. е. «Шу цзин» («Книга історії»), одна з книг «У-Цзин», конфуціанського «П'ятикнижжя», що входить в число класичних китайських текстів, є одним з найбільш ранніх китайських історичних оповідань. «Чуньцю» («Весни і осені»), офіційна хроніка держави Лу, що охоплює період з 722 по 481 рік до н. е., являє собою найдавніший китайський анналістичний (літописний) текст і один з найбільш ранніх збережених текстів літописного плану в світі. Традиційно його приписують Конфуцію (551—479 роки до н. е.). Книга Чжаньго ЦЕ («Стратегія Воюючих царств») — відомий китайський історичний твір, збірник окремих історичних матеріалів по Періоду Воюючих царств, складений між III і I століттями до н. е.
Історіограф Сима Цянь (II—I століття до н. е.) Заклав основу професійного запису історії в Китаї. Його грандіозна робота «Ши цзи» („Історичні записки“) описує історію Китаю, починаючи з XVI століття до нашої ери, і включає в себе велику кількість трактатів на різні теми і окремі біографії відомих людей. У творі також вивчені життя і вчинки простих людей, як сучасних історіографу, так і живших в минулих століттях. Робота історіографа вплинула на всіх наступних китайських авторів історичних праць, в тому числі на престижну групу Ban епохи Східної Хань.

### Європа

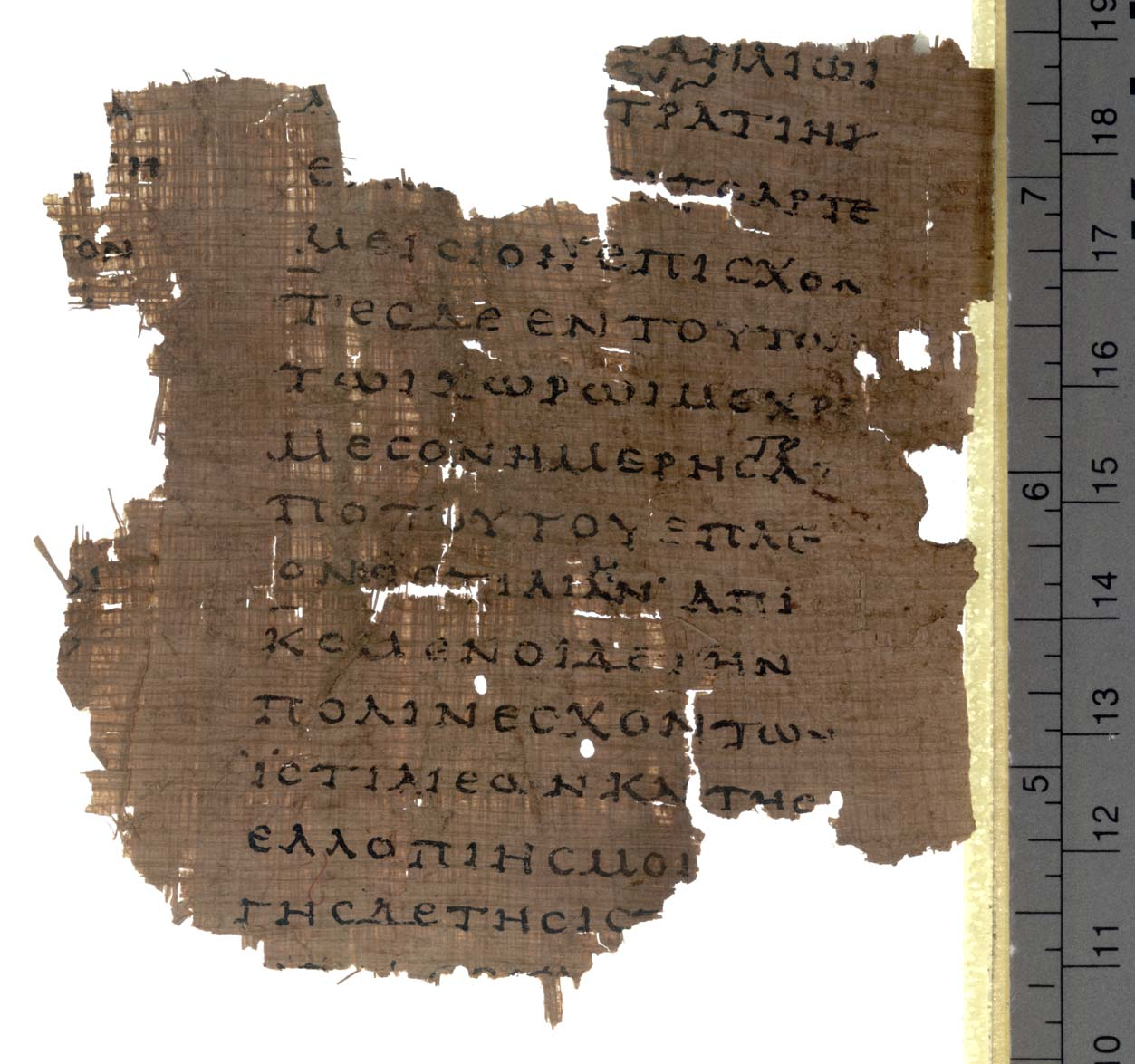
«Історія» Геродота. Фрагмент книги VIII, папірус Oxyrhynchus 2099, II століття

Геродот Галікарнаський (близько 484 року до н. Е. — близько 425 року до н. Е.) зазвичай вважається «батьком історії». Його праця «Історія» була написана в період з 450-х до 420-х років до н. е. Однак його сучасник Фукідід (близько 460 року до н. Е. — близько 400 року до н. е.), автор роботи «Історія Пелопонеської війни» визнається першим, хто застосував пророблений історичний метод. Фукідід, на відміну від Геродота, уважно вивчав причини і наслідки історичних подій і розглядав історичний процес як результат вибору і дій людей, а не як результат божественного втручання.
Блаженний Августин (354—430) справив великий вплив на християнську і західну думку початку Середніх століть. У Середньовіччі та епоху Відродження історія часто розглядалася з релігійної перспективи.
Близько 1800 року німецький філософ і історик Гегель (1770—1831) ввів більш світський підхід у вивченні історії. За словами Джона Тоша (en: John Tosh), «починаючи з періоду Високого Середньовіччя (1000—1300), письмове слово збереглося в більшому обсязі, ніж будь-які інші джерела по західній історії». Західні історики в XVII і XVIII століттях, переважно у Франції та Німеччині, розробили методи історичного дослідження, подібні з сучасними. Багато з цих історичних праць були тісно пов'язані з ідеологією та політикою.
У XX столітті академічні історики стали менше звертатися до епічних націоналістичних наративів, часто схильним прикрашати націю або великих людей, віддаючи перевагу більш об'єктивному і комплексному аналізу соціальних та інтелектуальних сил, що визначають розвиток. Головною в історичній методології в XX столітті була тенденція розглядати історію швидше як соціальну науку, а не як мистецтво, що часто було прийнято раніше. Французькі історики, пов'язані зі Школою «Анналів», ввели кількісні методи, використовуючи сирі дані для вивчення життя типових людей, і внесли значний вклад у вивчення історії культури.
Росія

## Способи запису
Хоча письмова історія почалася з винаходу письма і пов'язана з писемністю, з розвитком технологій з'явилися нові способи фіксації історії. В даний час історія може фіксуватися за допомогою фотографії, аудіо- і відеозаписи. Зовсім недавно інтернет-архіви удосконалили можливість збереження копій вебсторінок та документування історії Інтернету. Поява інших нових методів збору історичної інформації також супроводжувало розвиток технологій. Принаймні з XX століття робилися спроби зберігати усну історію шляхом її запису. До 1990-х років запис проводилася з використанням аналогових пристроїв. Пізніше набули поширення цифрові технології. Проте, фіксація історії та її інтерпретація як і раніше в значній мірі пов'язані з паперовими записами.

## Методологія

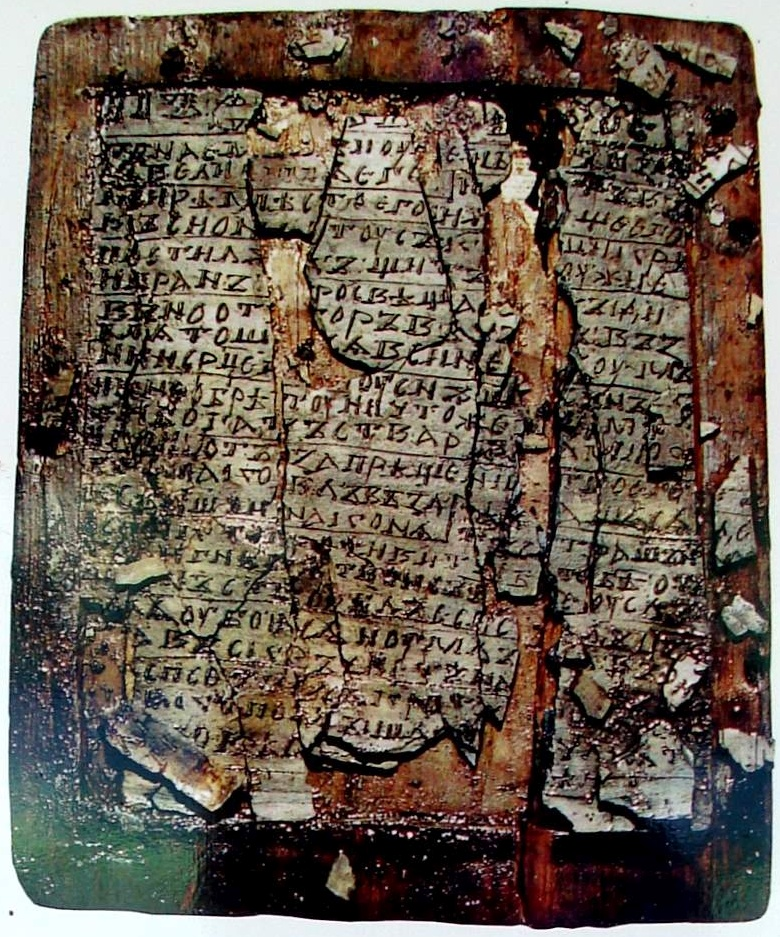
Новгородський кодекс початку XI століття — один з найдавніших російських письмових джерел

Методологія історії являє собою систему принципів і методів, за допомогою яких вивчаються історичні джерела та інші матеріали, а потім описується минуле. Письмові джерела виступають основними джерелами писемної історії. Крім письмових, історичними джерелами є предмети матеріальної культури (включаючи археологічні матеріали), образотворчі джерела, розмовна мова, пам'ятки усної творчості, поведінкові джерела (звичаї і обряди) і ін.
Первинні письмові джерела являють собою матеріали «з перших рук», записані сучасниками і безпосередньо відобразили історичний процес. Як відзначають Маргарет Далтон і Лорі Чарніго, первинні джерела надають дослідникам «пряму, неопосредованний інформацію про об'єкт дослідження».
Вторинні джерела — та чи інша обробка історичного матеріалу з первинних джерел; вони як мінімум на один крок віддалені від події або факту. До вторинних джерел відносять повідомлення, твори або дослідження, які описують, аналізують, адаптують, оцінюють, інтерпретують і / або узагальнюють первинні джерела. Вторинні джерела найчастіше мають письмову форму.
Третинні джерела — це компіляції, узагальнення первинних і вторинних джерел, які також можуть містити аналіз.
Не завжди можна відразу визначити, до якого типу належать джерела. Вторинне джерело може виступати в якості первинного. Якщо первинне джерело не збереглося, то в якості первинного може використовуватися найбільш близький до нього вторинний. Первинні і вторинні джерела — відносні терміни. Одні і ті ж джерела можуть бути як первинними, так і вторинними, в залежності від об'єкта дослідження.

## У фольк-хісторі
В рамках псевдоісторичного дискурсу в центрі уваги знаходиться саме письмова історія як найбільш доступний для непрофесіоналів історичний наратив. Відповідно, вона піддається найбільшими спотвореннями. Існує думка про те, що письмова історія в минулому була фальсифікована в глобальному масштабі. У реальності це недопустимо, оскільки неможливо підробити все або більшу частину письмових джерел і майже неможливо підробити археологічні матеріали, лінгвістичні факти і т. ін. Відносно будь-якого виду історичних джерел застосовуються різні методи датування і встановлення автентичності, найчастіше незалежні один від одного і застосовуються перехресно. Втім, в незначних масштабах фальсифікація історії, переважно письмова, завжди мала місце. У фольк-хісторі без детальної наукової критики, або при наявності лише видимості такої фальшивими оголошуються будь-які джерела, які суперечать поділяючим автором ідей або не відповідають створеній заздалегідь побудові. Вчені-історики зображуються фальсифікаторами письмової історії або адептами фальсифікованих раніше письмових джерел, які заперечують дані генетики, археології, лінгвістики і т. ін. Подібні твердження є демагогічним прийом, відомим як підміна тези (спотворення точки зору передбачуваного опонента), оскільки методологія історії полягає в комплексному аналізі наявних джерел.